# ديفيد نينكين
ديفيد نينكين (بالإنجليزية: David Nainkin)‏ مواليد 20 سبتمبر 1970 في جنوب أفريقيا، هو لاعب كرة مضرب جنوب أفريقي سابق بدأ مسيرته كمحترف سنة 1992 وكان يلعب باليد اليمنى. أعلى تصنيف له في الفردي كان المركز الـ 132 في سنة 1999. أعلى تصنيف له في الزوجي كان المركز الـ 138 في سنة 1994.

## النهائيات

### الفردي: (1)
| الرقم | السنة | الدورة              | الأرضية | المنافس في النهائي | النتيجة في النهائي |
| ----- | ----- | ------------------- | ------- | ------------------ | ------------------ |
| 1.    | 1994  | سول، كوريا الجنوبية | صلبة    | مايكل جويس         | 6–7, 6–3, 7–5      |

### الزوجي: (4)
| الرقم | السنة | الدورة                  | الأرضية | الشريك        | المنافس في النهائي                 | النتيجة في النهائي |
| ----- | ----- | ----------------------- | ------- | ------------- | ---------------------------------- | ------------------ |
| 1.    | 1989  | جوهانسبرغ، جنوب أفريقيا | عشبية   | لان بايل      | نيل برود ستيفان كروغر              | 4–6, 6–4, 6–2      |
| 2.    | 1992  | برث أستراليا            | صلبة    | لان بايل      | أندرو فلوران أندرو ماكلين          | 3–6, 7–6, 7–5      |
| 3.    | 1993  | روما، إيطاليا           | ترابية  | غرانت ستافورد | دانيلو مارسيلينو فيرناندو ميليغيني | 6–0, 6–1           |
| 4.    | 1993  | جاكرتا، إندونيسيا       | صلبة    | لان بايل      | ماتياس هو نينغ آدم مالك            | 6–7, 7–6, 7–6      |

## روابط خارجية
- ديفيد نينكين على موقع رابطة محترفي التنس (الإنجليزية)
- ديفيد نينكين على موقع الاتحاد الدولي لكرة المضرب (الإنجليزية)
- ديفيد نينكين على موقع خلاصة التنس.كوم (الإنجليزية)